# 아데닐릴화

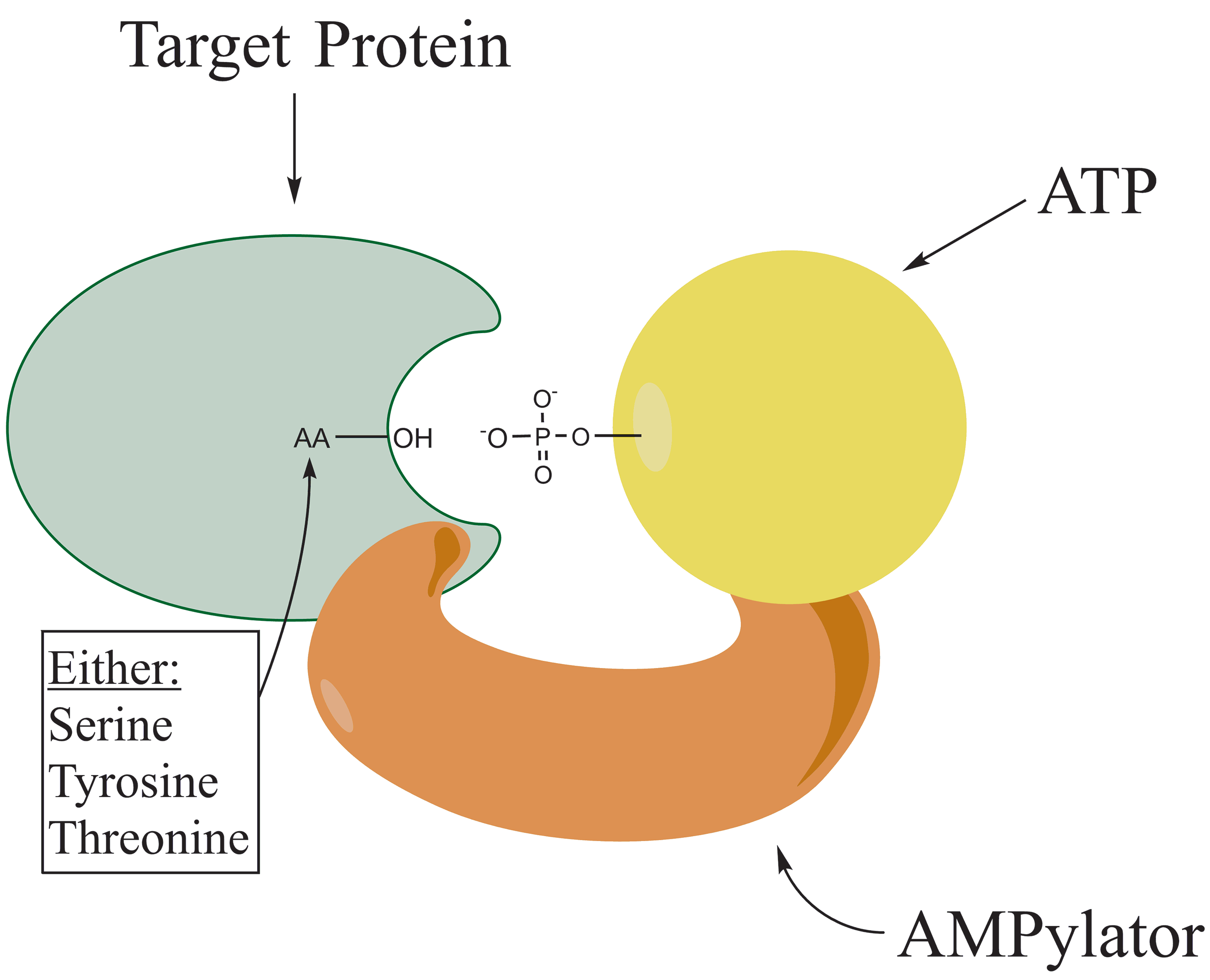
아데닐릴화 반응을 위해 ATP로 표적 단백질을 설정하는 AMPylator.

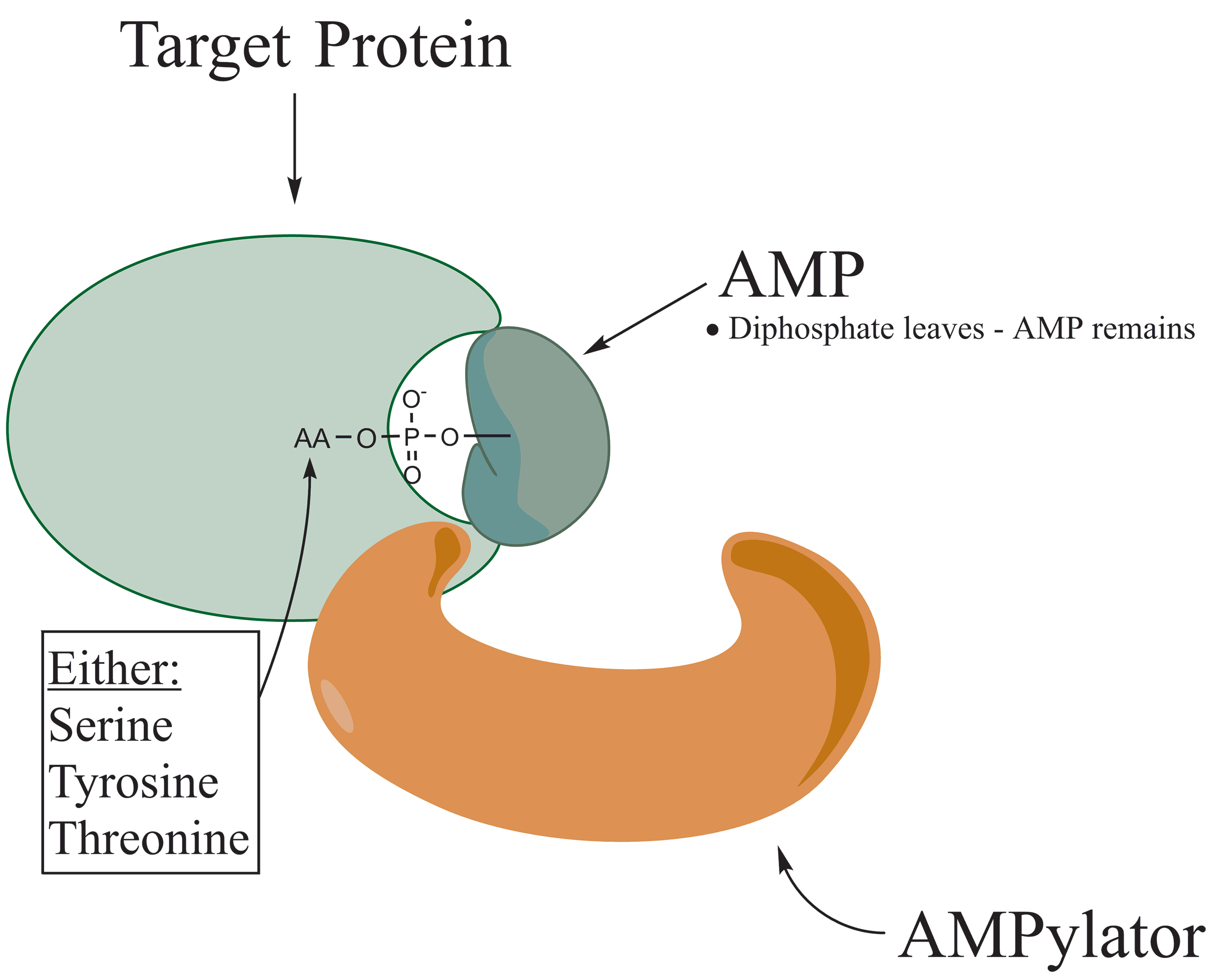
ATP, 이제 AMP를 표적 단백질에 부착시킨 AMPylator가 아데닐릴화를 완료한다.

아데닐릴화(영어: adenylylation)는 아데노신 일인산(AMP) 분자가 단백질의 아미노산 곁사슬에 공유 결합되는 과정이다. 아데닐화(영어: adenylation), AMP화(영어: AMPylation)라고도 한다. 단백질 곁사슬의 하이드록실기에 AMP를 공유 결합으로 첨가하는 것은 번역 후 변형이다. 아데닐릴화는 아데닐릴화를 겪는 분자의 하이드록실기와 뉴클레오타이드인 아데노신 일인산(즉, 아데닐산)의 인산기 사이의 포스포다이에스터 결합을 포함한다. 이 과정을 촉매할 수 있는 효소를 AMPylator라고 한다.

## 같이 보기
- 번역 후 변형
- 아데노신 일인산